# Il re della risata
Il re della risata (Bright Lights) è un film del 1935 diretto da Busby Berkeley.

## Trama
Joe e Fay Wilson sono felicemente sposati, ma il loro matrimonio è minacciato da un'ereditiera un po' eccentrica che si innamora di lui.